# Jindřich Polák
Jindřich Polák (ur. 5 maja 1925 w Pradze, zm. 22 sierpnia 2003 tamże) – czeski reżyser i scenarzysta filmowy i telewizyjny.
W trakcie swojej kariery stworzył prawie trzydzieści filmów i seriali telewizyjnych oraz napisał dziesiątki scenariuszy. Był twórcą filmów science fiction, filmów przygodowych, kryminałów i filmów dla dzieci. Wyreżyserował m.in. seriale Pan Tau i Goście. Jego dorobek obejmuje szereg filmów dla dorosłych, spośród których najbardziej znane są: Páté oddělení, Hra bez pravidel, Smrt stopařek, Jutro wstanę rano i oparzę się herbatą.